# Jānis Perno
Jānis Perno (ros. Ян Фрицевич Перно, ur. 9 grudnia 1888 w guberni inflanckiej, zm. 20 kwietnia 1951 w Moskwie) – łotewski rewolucjonista, radziecki działacz partyjny.

## Życiorys
W 1906 wstąpił do Socjaldemokracji Kraju Łotewskiego, pracował jako nauczyciel w okolicach Rygi, od września 1914 do maja 1917 służył w rosyjskiej armii. Od 1917 członek Rady Mińskiej, od 31 grudnia 1918 do 4 marca 1919 członek Centralnego Biura Komunistycznej Partii (bolszewików) Białorusi, 1919 pełnomocnik Rady Pracy i Obrony Socjalistycznej Republiki Radzieckiej Litwy i Białorusi i członek KC Komunistycznej Partii (bolszewików) Litwy i Białorusi. Od 1919 do marca 1921 komisarz ds. aprowizacji guberni smoleńskiej, od sierpnia 1919 do października 1921 redaktor odpowiedzialny pisma "Ekonomiczeskaja Żizń", od 1 marca do 9 listopada 1921 przewodniczący Komitetu Wykonawczego Smoleńskiej Rady Gubernialnej, od czerwca 1922 do lutego 1923 przewodniczący Zarządu Smoleńskiego Gubernialnego Związku Kooperatyw. Od lutego 1923 członek Zarządu Syndykatu "Sol", potem do października 1924 w Gossolsindikacie, od 1924 szef wydziału Ludowego Komisariatu Rolnictwa RFSRR, od 1928 we Wsekompromsojuzie. Do 1931 pracownik spółki akcyjnej "Minudobrenija", 1931-1933 zastępca ludowego komisarza rolnictwa Jakuckiej ASRR, później przewodniczący zarządu trustu, od sierpnia 1934 do listopada 1937 pracownik Ludowego Komisariatu Sowchozów Zbożowych i Hodowlanych ZSRR, następnie na emeryturze. Uniknął represji w okresie wielkiej czystki.